# Рудницкая, Анжелика Николаевна
Рудницкая Анжелика Николаевна (укр. Рудницька Анжеліка Миколаївна; род. 11 июня 1970 года, Ровно, Украина) — украинская певица, художница, телеведущая, основатель и президент арт-агентства «Территория А», волонтёр, общественный деятель, президент Фонда возрождения культурной среды Киева, инициатор фестиваля "ЕтноЗима", шеф-редактор программ Первого национального телеканала Украины, член Общественного фонда Святого Андрея Первозванного, член Национального Союза журналистов Украины, член Союза художников Украины, заслуженная артистка Украины (1999), глава Наблюдательного совета Национального конкурса «Благодійна Україна», советник министра.

## Биография
Анжелика Рудницкая родилась 11 июня в городе Ровно. Отец — Николай Иванович Рудницкий — писатель и журналист, мать — педагог, преподаватель христианской этики. В школьные годы пела в хоре, ансамбле, в самодеятельном ВИА, училась в музыкальной школе по классу фортепиано, занималась дзюдо. Анжелика закончила Киевский Национальный Университет имени Тараса Шевченко по специальности журналистика. Среди других 52 студентов, была участницей студенческой голодовки «Революция на граните». Ещё в студенческие годы начинает работать на Первом канале Украинского телевидения в редакции научно-познавательных программ. В ноябре 1994 года, вместе с поэтом Александром Бригинцом создала арт-агентство «Территория А». С апреля 1995 года была ведущей авторской еженедельной программы на канале ICTV «Мистецький канал Территория А». В сентябре 1995 года в рамках телепроекта был создан ежедневный «Хит-парад Территории А», выпусков которого за пять лет насчитывается около двух тысяч. Хит-парад «Территория А» — культовая программа конца 90-тых. А её ведущая стала одной из самых популярных на Украине. Ведущие украинские продюсеры предлагали Рудницкой содействие в сольной карьере — однако она не желала петь. Только в 1998 году, в семейном фестивале Белоножко «Мелодия двух сердец», Анжелика впервые записала (в дуэте с сестрой Инной) песню Владимира Ивасюка «У судьбы своя весна». В 1999 году она записала ещё две песни. В том же году ей присвоили звание Заслуженной артистки Украины.
Совместным с Виктором Павликом макси-синглом «Чудо» и сольным «Игрушка» Анжелика Рудницкая начала сольную певческую карьеру. Поступила в аспирантуру Киевского Национального университета культуры и искусств.
В 2002 году вышел её первый полноценный альбом «Будь со мной» (NAC), в 2003 году — следующий «anzhelika.ru» (JRC) (переиздан летом 2004 года в России под названием «L’Amour») и началась запись франкоязычного «Сердце Ангела». Но после изнурительного весеннего гастрольного тура в 2004 году Анжелику Рудницкую парализовало и полгода она провела в неподвижности. Во время болезни она создала серию графических работ «Незримый корень», показанных на персональной художественной выставке летом 2005 года.
В конце 2004 года она впервые появилась после болезни, а в феврале 2005 года возобновила певческую карьеру — вошла в число 30-ти претендентов на участие в Евровидении-2005 от России. Весной 2006 года вышел её очередной сольный альбом «Найди меня» со значительным дополнительным мультимедийным наполнением.
Летом 2009 года вышел любовный роман Анжелики Рудницкой «Страстная трасса к счастью»
2010 — книга «Біла зірка України» (Невигадані історії з життя Оксани Білозір).

## Дискография
- 2000 — «Диво» (спільний із Віктором Павліком)
- 2000 — «Іграшка»
- 2002 — «Будь со мной»
- 2003 — «Anzhelika.ru»
- 2006 — «Знайди мене»
- 2017 — «Територія Різдва»

## Награды
- 1999 — Заслуженная артистка Украины
- 2001 — медаль Всеукраинского общества «Просвіта» им. Тараса Шевченка «Будівничий України»
- 2010 — нагорода «World Masters», Міжнародний фестиваль культури і мистецтв (Корея)
- 2003 — Орден Святого Станислава V степени[1]
- 2009 — Орден княгини Ольги III степени[2]
- 2014 — медаль Квітки Цісик
- 2015 — медаль «За жертовність і любов до України» від Святійшого Патріарха Філарета
- 2015 — медаль «За гідність та патріотизм»
- 2018 — Орден княгини Ольги II степени[3]